# Cormaranche-en-Bugey

Cormaranche-en-Bugey este o comună în departamentul Ain din estul Franței.